# Terre-Natale
Terre-Natale foi uma antiga comuna francesa na região administrativa de Grande Leste, no departamento de Haute-Marne. Estendia-se por uma área de 23,37 km². Em 2010 a comuna tinha 269 habitantes (densidade: 11,5 hab./km²).
Foi criada em 1972, após a fusão das comunas de Champigny-sous-Varennes, Chézeaux e Varennes-sur-Amance. Champigny-sous-Varennes tornou-se independente em 1986, e a comuna foi dissolvida em 2012.